# EN10

## Cacilhas - Vila Franca de Xira

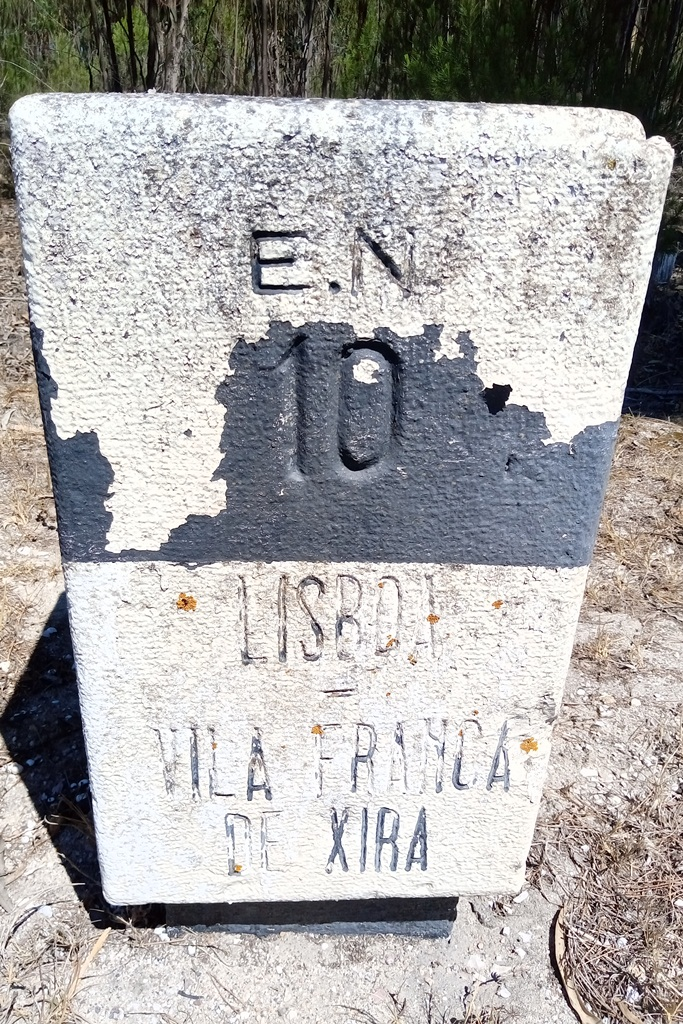
Marco Miriamétrico ao km80 da EN10 em Canha

A EN 10 é uma estrada nacional com cerca de 143 km que integra a rede nacional de estradas de Portugal. No seu troço original, ligava Cacilhas a Vila Franca de Xira. Porém, após a construção do 1º troço da A1, a EN10 foi reclassificada em 1961, indo até Sacavém, aproveitando o troço velho da N1, que passou a auto-estrada (sem numeração separada, daí a continuação designada por N1).

Os próprios marcos quilométricos do Plano Rodoviário Nacional de 1945, foram substituídos em 1961. 
A travessia do rio Tejo faz-se pela Ponte Marechal Carmona. Entre Quinta do Conde e Setúbal atravessa a Serra da Arrábida.
Esta estrada nacional corresponde também a uma radial simétrica às EN250, A9 CREL e, IC17 CRIL pois circunda Lisboa, pelo lado oposto, ou seja, pela margem esquerda do Rio Tejo.
A estrada foi desclassificada entre Fogueteiro e Cacilhas e entre Alverca e Sacavém. Entre Coina e Almada está prevista uma variante à malha urbana à volta da antiga EN10, que se irá designar ER10.

## Ramais
EN10-1: Corroios - Trafaria
EN10-2: Para o porto do Estaleiro
EN10-3: Para Lavradio
EN10-4: Para Arrábida
EN10-5: Para Samora Correia (proximidades)
EN10-6: Alverca - Bulhaco (Até 1961 era classificada como "EN1-2")
EN10-7: Para a estação de Alverca (Até 1961 era classificada como "EN1-1")
EN10-8: Para as Praias do Sado

## Percurso
| Nome da Saída/Localidade Intermédia                                                 | Estrada que liga      |
| ----------------------------------------------------------------------------------- | --------------------- |
| Cacilhas - Fogueteiro                                                               | Troço desclassificado |
| A2 Sesimbra / Fernão Ferro / A33                                                    | A 2 N378 / A33        |
| Casal do Marco                                                                      |                       |
| Seixal / Paio Pires                                                                 | N10-2                 |
| A33 / Sesimbra Barreiro / Coina                                                     | A33 / N378 N10-3      |
| Coina                                                                               |                       |
| Barreiro / Coina / Penalva                                                          | N10-3                 |
| Coina (estação) / Sesimbra                                                          | N378                  |
| Quinta do Conde / Fernão Ferro A2 / A33 / Volkswagen Autoeuropa / Penalva (estação) | N378 A2 / A33         |
| Quinta do Conde                                                                     |                       |
| Brejos de Azeitão                                                                   |                       |
| Sesimbra / Parque Natural da Arrábida                                               | N379                  |
| Vila Nogueira de Azeitão                                                            |                       |
| Vendas de Azeitão / Palmela / Quinta do Anjo / Cabanas / A2                         | N 379                 |
| Vila Fresca de Azeitão                                                              |                       |
| Aldeia Grande                                                                       |                       |
| Parque Natural da Arrábida                                                          |                       |
| Setúbal                                                                             |                       |
| Palmela                                                                             | N 252                 |
| A 12 / A2 São Sebastião (Setúbal)                                                   | A 12 _                |
| Alto da Guerra                                                                      |                       |
| Pontes                                                                              |                       |
| Gâmbia                                                                              |                       |
| Águas de Moura                                                                      | N 5                   |
| Alcácer do Sal                                                                      | IC 1 N 5              |
| A 2                                                                                 | A 2                   |
| Marateca                                                                            |                       |
| Pegões Gare                                                                         |                       |
| Pegões / Vendas Novas                                                               | N 4                   |
| Fazendas do Pontal                                                                  |                       |
| Taipadas                                                                            |                       |
| Santo Estêvão                                                                       | N 119                 |
| Porto Alto                                                                          |                       |
| Benavente/Samora Correia                                                            | N 118 N 10-5          |
| Montijo/Alcochete                                                                   | N 118                 |
| Ponte Marechal Carmona                                                              |                       |
| A 1 / IC 2 / N 1 / Vila Franca de Xira                                              | A 1 IC 2 N 1          |
| A 1                                                                                 | A 1                   |
| Alhandra                                                                            |                       |
| Sobralinho                                                                          |                       |
| Alverca do Ribatejo                                                                 |                       |
| A 1 / A 9 (CREL) / N 116                                                            | A 1 A 9 (CREL) N 116  |
| Alverca - Sacavém                                                                   | Troço desclassificado |

Referências
1. ↑  Bonixe, Luís. «LOCAL LISBOA. Metro e centros comerciais obrigam municípios da Margem Sul a alterar rede viária». PÚBLICO